# ザ・コンサルタント2
『ザ・コンサルタント2』（原題: The Accountant 2）は、2025年製作のアメリカ合衆国のアクション映画。「ザ・コンサルタント」（2016年）の続編である。アメリカでは2025年3月8日のサウス・バイ・サウスウエスト・フェスティバルでプレミア上映し、4月25日に全米で劇場公開された。同年6月5日より日本を含む世界の約240の国と地域でAmazon Prime Videoにて独占配信公開された。

## あらすじ
金融犯罪取締ネットワーク部局（フィンセン,FinCEN Financial Crimes Enforcement Network）の元局長レイモンド・キングが殺害された。
その夜キングは酒場でアナイスという女を待っていた。やがて女が現れ、キングが3人の家族の写真を見せると女は「子供は殺さない」と答える。だがキングの目的はその家族の捜索だった。そこに女を尾行してきた複数の殺し屋が接近し、身の危険を察したキングは自分の腕にメモ書きを残し、殺し屋と格闘するも最終的にコッブという男に射殺された。女は無傷のまま立ち去った。
かつての部下メリーベス・メディナ副局長が遺体を確認すると、腕に「 FIND THE ACCAUNTANT(会計士を探せ)」というメッセージがあった。会計士＝クリスチャン・ウルフは彼らの重要な情報源だが、居所まで知らない彼女は、彼が幼少時代から関わってきたと考えられるハーバー神経科アカデミーに電話をかけ「キングが殺された」と伝えた。
一方、中央アメリカのコスタリカで水産加工事業を営むバークのオフィスに殺し屋コッブが訪れ「女の暗殺に失敗した」と報告する。バークは人身売買組織の元締めであり、数年前に逃げた女がどういうわけか殺し屋に生まれ変わって暗躍しているのを知り、復讐される前に彼女を殺すようコッブに暗殺を命じたのだった。
メディナの前にクリスチャン"クリス"・ウルフが現れた。キングが集めた資料と1枚の家族の写真を見せられたクリスは、その家族が中央アメリカからアメリカに向かう苦難の途や、母親がロサンゼルスのピザ工場に勤務していたことなどを数学的に推理した。早速2人はピザ工場を訪ねるが、クリスはたちまち帳簿の嘘を見抜き、工場長から売春組織との関係を聞き出した。メディナはFBIに協力を求めようとするが、司法機関では頼りにならないと悟ったクリスは疎遠になっている弟のブラクストンを呼び出した。
その頃国土安全保障省に依頼しておいた家族の写真の分析結果が出た。家族はエルサルバドル出身、父親はジノ・サンチェス、母親はイディス、息子はアルベルトといい、8年前に人身売買組織に誘拐されイディスの父親が捜索願を出していた。ジノはすぐに殺され、イディスの父親も自宅で射殺死体となって発見された。組織は売り物にならない男性を処分し、子供を人質にして母親たちを娼婦として働かせ、さらに警察に通報した父親まで抹殺したのだった。
クリスとブラクストンは娼婦を利用してトマスというポン引きを誘き出した。拷問して売春組織のボスの名を吐かせようとするが、メディナは彼らの非合法なやり方に抗議し、トマスに司法取引を持ち掛けた。観念したトマスは、写真に写っている母親を雇ったことがあるが5年前に自動車事故を起こしたまま行方知れずだと話し、さらに組織の内情を打ち明けようとした矢先、コッブに狙撃されてしまった。
クリスはハーバー神経科アカデミーのジャスティーンに、キングが殺された晩の監視カメラ映像を改めて解析させた。すると施設の優秀な子供たちがたちまち不審な女を特定し、彼女が複数の暗殺事件に関わっていることを突き止めた。
メディナは5年前にイディスが運び込まれた病院を訪れた。医師よると彼女は暴漢に襲われ、逃げる途中で交通事故に遭った。そのとき負った重度の脳損傷により獲得性サヴァン症候群を発症、異常なまでに俊敏で攻撃的な人格に変貌し、あるとき突然姿を消したという。イディスは殺し屋に生まれ変わったのだった。
捜査の手が及ぶのを恐れたバークは、欧州最大の暗殺組織のバトゥにメディナ暗殺を依頼する。暗殺の仕事を引き受けたのはアナイス（イディス）だった。

## 製作
前作「ザ・コンサルタント」から約2年後の2018年に続編の製作が発表された。完成するまで8年を要したが、ギャヴィン・オコナー監督とベン・アフレックはその間に「ザ・ウェイバック」(2020)を完成させている。オコナー監督によると、製作が途中で滞ってしまったのは大変なストレスだったが、だがそのおかげで脚本をじっくりと練ることが出来たという。またこの映画は最初から3部作として企画されており、次はもっと早く完成するだろうと語っている。
3作目の内容について、物語の最後にクリスチャン・ウルフは彼のことを理解してくれる女性と巡り逢う必要があり、この結末と関連があるかはまだ明言できないが、3作目の冒頭にアナ・ケンドリックを再登場させる予定があるという。

### スピンオフの計画
「ザ・コンサルタント2」の製作が決まった頃、スピンオフのテレビシリーズが立案されていたことが、脚本家のビル・ダビュークのインタビューで明らかになった。主人公はハーバー神経科学研究所のジャスティーンと施設の子供たち。クリスチャン・ウルフと同様の才能を持つ人物が他にもおり、彼らと協力し合って犯罪組織を撲滅するストーリーで、実現すればベン・アフレックのゲスト出演も夢ではないとのことである。

## 出演
| 役名                          | 俳優                         | 吹替     | 役柄                                             |
| ----------------------------- | ---------------------------- | -------- | ------------------------------------------------ |
| クリスチャン・ウルフ          | ベン・アフレック             | 小原雅人 | 会計士                                           |
| ブラクストン・ウルフ          | ジョン・バーンサル           | 阪口周平 | 殺し屋、クリスチャンの実弟                       |
| メリーベス・メディナ          | シンシア・アダイ・ロビンソン | 木下沙華 | 財務省傘下のFinCEN副局長                         |
| アナイス/エディス・サンチェス | ダニエラ・ピネダ             | 南澤まお | 殺し屋                                           |
| ジャスティーン・ハーバー      | アリソン・ロバートソン       | 半場友恵 | ハーバー神経科アカデミーのスタッフ、クリスの相棒 |
| ジャスティーンの生成音声      | アリソン・ライト             | 半場友恵 | ハーバー神経科アカデミーのスタッフ、クリスの相棒 |
| レイモンド・キング            | J・K・シモンズ               | 壤晴彦   | メディナの元上司                                 |
| バーク                        | ロバート・モーガン           |          | 人身売買組織のボス                               |
| コッブ                        | グラント・ハーヴェイ         |          | バークの部下                                     |
| バトゥ・ドネツク              | アンドリュー・ハワード       |          | 暗殺組織のボス                                   |
| アルベルト・サンチェス        | ヤエル・オカシオ             |          | エディスの13歳の息子                             |

## 登場する車両

### トレーラーハウス
クリスチャン・ウルフが愛用するトレーラーハウスは、アメリカのエアストリーム社の2009年型パンアメリカM-34。車名は"Toy Hauler"。
全長10.5ｍ、全幅2.58ｍ、全高2.93ｍ(室内高1.95m)、重量3.3t。乗車定員(=ベッド数)は4名。エアストリームのトレーラーは1軸か2軸が主流だったが、2009年に3軸6輪の「パンアメリカ」が登場。車体後部に3.35ｍ×2.4ｍ×高さ1.95ｍ、最大積載量1.1tのガレージエリアが設けられ、積載能力が大幅に増大した。大型バイク2台を収容することが出来、"Toy Hauler"（おもちゃ運搬車）と呼ばれる由縁にもなった。クリスはここに世界最速のスポーツバイクを載せ、壁面には大量の武器弾薬が収納される。
日本の公道を牽引する際は、車幅が2.5mを超えるため特殊車両通行許可が必要となる。

### スポーツバイク
エアストリームのガレージエリアに搭載するのは、アメリカのライトニング・モーターサイクルが2014年から販売している電動オートバイ、LS-218である。

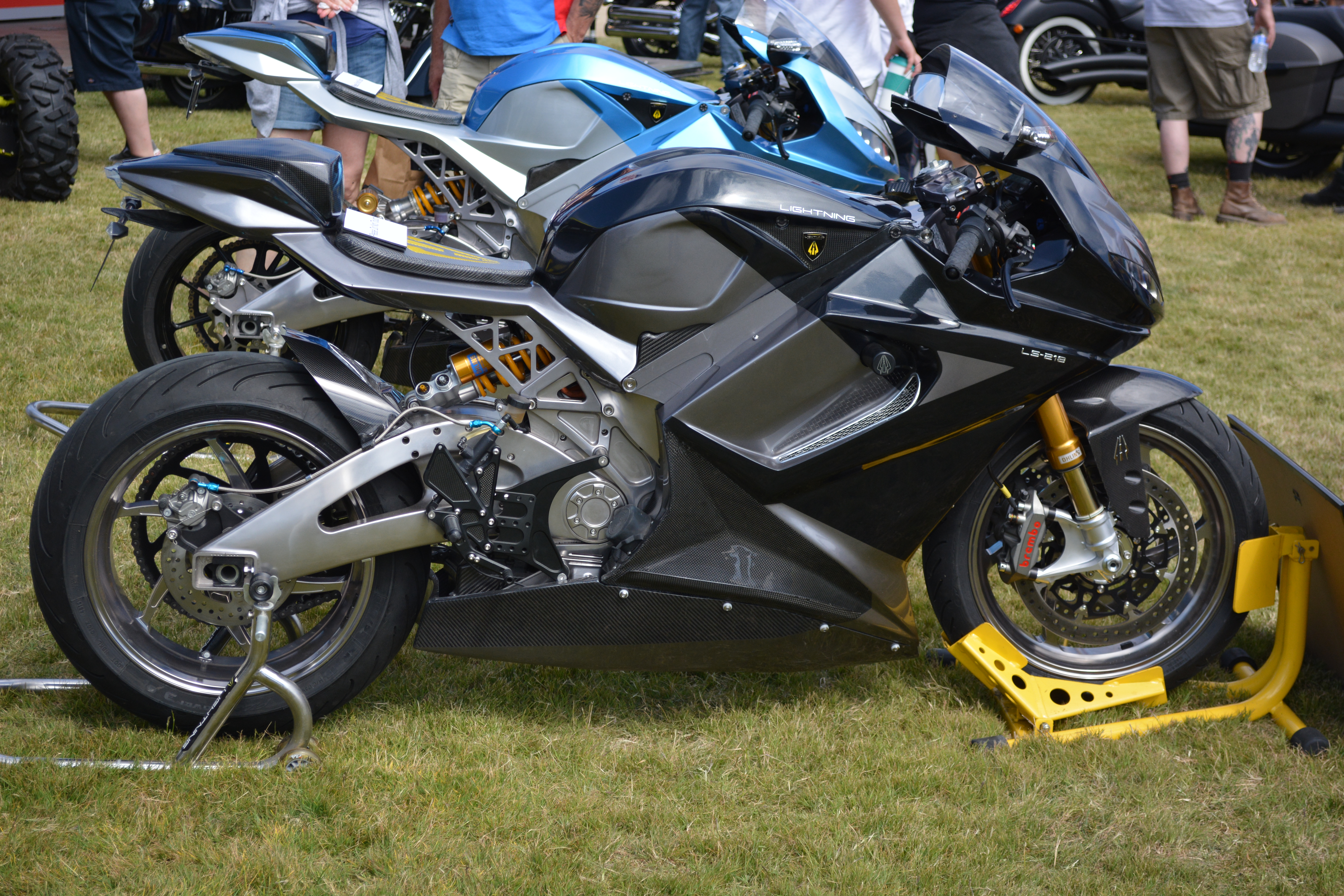
Rightning LS-218

200馬力の水冷式埋込構造永久磁石同期モーター(IMPモーター)を搭載。200馬力を超える市販オートバイは珍しくないが、回り始める瞬間から最大トルクを発生するモーターの特性により、トルクはこれまでの最速のオートバイよりさらに70%も上回るという。トランスミッションやクラッチはなく、トラクションコントロール、ウィリーコントロールも付かない。
最高速度は352キロ(218マイル)、0-100キロ加速は2.2秒、時速160キロから240キロへは2秒で到達する。車名のLSは「地上を走行する乗り物の最高記録」を表す”Land Speed”の頭文字と、最高速度の時速218マイルを組み合わせたもので、2025年現在、公道を走行可能な市販スポーツバイクの中で最速となっている。
標準モデルはバッテリー容量12kWh、航続距離は190キロ。バッテリーは20％から80%まで10分で充電できる。オプションで航続距離280キロの20kWhバッテリーも選べる。価格は38,888～46,888ドル。